# Euproctis hunanensis
Euproctis hunanensis är en fjärilsart som beskrevs av Collenette 1938. Euproctis hunanensis ingår i släktet Euproctis och familjen tofsspinnare. Inga underarter finns listade i Catalogue of Life.